# Aguas de las Cuencas Mediterráneas
Acuamed, formalmente Aguas de las Cuencas Mediterráneas, S.M.E.,S.A., es una empresa pública española responsable de realizar toda aquella construcción, explotación y adquisición de toda clase de obras hidráulicas que determine el Gobierno de España.

## Características

### Legislación
Actualmente la sociedad forma parte del Grupo Patrimonio, un conjunto de empresas propiedad del Ministerio de Hacienda, a través de la Dirección General del Patrimonio del Estado. Asimismo, se encuentra bajo la tutela del Ministerio para la Transición Ecológica y el Reto Demográfico.
Mediante el Real Decreto-Ley 2/2004, de 18 de junio, se modificó la Ley 10/2001, de 5 de julio, del Plan Hidrológico Nacional, estableciendo la derogación – entre otros – del artículo 13 de la misma, posteriormente recogido en la Ley 11/2005, de 22 de junio. Esta derogación afectó de pleno a la Sociedad Estatal Infraestructuras del Trasvase S.A., que cambió su denominación social por la de Aguas de las Cuencas Mediterráneas , S.M.E., S.A (Acuamed). También se modificó su tutela en favor del Ministerio de Medio Ambiente (en la actualidad, Ministerio para la Transición Ecológica), de acuerdo con lo recogido en el artículo 176.1 de la Ley 33/2003, de 27 de noviembre, del Patrimonio de las Administraciones Públicas.

### Objetivos
El objeto social de Aguas de las Cuencas Mediterráneas S.A (Acuamed), según acuerdo del Consejo de Ministros de 22 de julio de 2005, consiste en:

la contratación, construcción, adquisición y explotación de toda clase de obras hidráulicas y, en especial, de aquellas obras de interés general que, en cumplimiento de lo dispuesto en la Ley 11/2005, por la que se modifica la Ley del Plan Hidrológico Nacional, se realicen en sustitución de las previstas en su día para la transferencia de recursos hídricos. La gestión de los contratos para los estudios, proyectos, construcción, adquisición o explotación de las obras citadas en el párrafo primero, así como el ejercicio de aquellas actividades preparatorias, complementarias o derivadas de las anteriores. El objeto social podrá realizarse directamente o mediante la participación en el capital de las sociedades constituidas o que pudieran constituirse con alguno de los fines señalados en los apartados anteriores.

Su capital social asciende a 1.530 Millones de euros y está totalmente suscrito y desembolsado por el Estado español, único socio fundador y titular de todas las acciones que integran el mismo.
Acuamed es por tanto el principal instrumento del Ministerio para la transición Ecológica para el desarrollo del Programa de Actuaciones en las cuencas mediterráneas. Estas actuaciones de interés general se realizan en el ámbito de las siguientes cuencas hidrográficas: Segura, Júcar, Ebro, Cuencas Mediterráneas Andaluzas y Cuencas internas de Cataluña. Las actuaciones del programa estatal para las cuencas mediterráneas encomendadas a la Sociedad superan el centenar y buscan tres objetivos principales: incrementar los recursos hídricos, mejorar la gestión del agua y restaurar el medio ambiente. Estas actuaciones aportan más de 1000 hectómetros cúbicos de nuevos recursos hídricos disponibles anualmente con plena garantía, desde Málaga a Gerona.
El proceso más habitual utilizado por Acuamed para conseguir agua, donde hay escasez, es la desalación, una alternativa para garantizar el suministro de agua independientemente de las condiciones meteorológicas. La desalación es un proceso por el cual el agua de mar puede convertirse en un recurso hídrico perfectamente aprovechable, tanto para el abastecimiento humano como para el riego y usos industriales. Los grandes avances tecnológicos han propiciado que el método de ósmosis inversa sea el más utilizado y extendido en todo el mundo. Gracias a la desalación se han resuelto graves problemas de falta de agua en los cinco continentes. En la actualidad se producen más de 63 millones de metros cúbicos al día de agua desalada en todo el mundo, lo que sería suficiente para abastecer una población superior a 150 millones de habitantes.
Además, la sociedad estatal Aguas de las Cuencas Mediterráneas desarrolla también actuaciones relacionadas con la modernización de sistemas de regadío, la prevención de inundaciones y la preservación y restauración del medio ambiente.

## Caso de corrupción
El 18 de enero de 2016 se conoció que trece personas, entre ellos el director general de la compañía, Arcadio Mateo del Puerto, y la responsable de Ingeniería y Construcción, María Gabriela Mañueco, habían sido detenidas en una operación contra una trama corrupta de contratos de agua con varios millones de euros defraudados por medio de contratos irregulares con empresas, según estimaciones de la Guardia Civil. El Gobierno destituyó al director general de Acuamed detenido. Las primeras detenciones alcanzaron también a directivos de varias constructoras españolas, entre ellos Miguel Jurado, presidente de FCC Construcción, Justo Vicente Pelegrini, director general del área de Construcción de Acciona Infraestructuras, y Nicolás Steegmann, presidente y consejero delegado de Altyum.
En los días siguientes dimitió el subsecretario de la Presidencia, Federico Ramos de Armas, tras haberse visto relacionado con el caso Acuamed. Ramos era considerado por algunos medios de comunicación como la mano derecha de la que era por aquel entonces vicepresidenta del Gobierno, Soraya Sáenz de Santamaría.
En relación con este caso, la Audiencia Nacional había imputado a casi medio centenar de personas.